# 倉吉中継局
倉吉中継局（くらよしちゅうけいきょく）は鳥取県東伯郡湯梨浜町羽衣石（栗尾山）に置かれている倉吉市をはじめとした鳥取県中部向けのテレビ中継局である。

## 放送送信施設
デジタル放送では、鳥取県中部（東伯地方）向けに県域のテレビ全局を送信している。

アナログ放送では、当局にはUHF局の山陰放送（BSS）と山陰中央テレビジョン放送（TSK）のみが置かれ、デジタル移行に際し、アナログ時代からのUHF送信所にVHFで送信していたNHK鳥取放送局と日本海テレビジョン放送（NKT）の送信所を併設することになった。

県域FMラジオ放送やFM補完放送については、鉢伏山からの送信波が鳥取県東伯地方をカバーしており、倉吉市に中継局を置いていない。

### 地上デジタルテレビジョン放送
| ID | 放送局名                    | コールサイン /中継局名 | 物理チャンネル | 出力 | ERP  | 放送対象地域   | 放送区域内世帯数 |
| -- | --------------------------- | ---------------------- | -------------- | ---- | ---- | -------------- | ---------------- |
| 1  | NKT日本海テレビジョン放送   | 倉吉中継局             | 38ch           | 100W | 760W | 鳥取県・島根県 | 不明             |
| 2  | NHK鳥取教育                 | 倉吉中継局             | 27ch           | 100W | 630W | 全国           | 不明             |
| 3  | NHK鳥取総合                 | 倉吉中継局             | 29ch           | 100W | 720W | 鳥取県         | 不明             |
| 6  | BSS山陰放送                 | 倉吉中継局             | 31ch           | 100W | 660W | 島根県・鳥取県 | 不明             |
| 8  | TSK山陰中央テレビジョン放送 | 倉吉中継局             | 36ch           | 100W | 690W | 島根県・鳥取県 | 不明             |

- 2007年9月1日放送開始。
- 在鳥V局（NHK鳥取・NKT）はデジタル新局として開局。
- 出力はアナログ換算で1Kwで、実質2倍に増力された。

### 地上アナログテレビジョン放送
2011年7月24日停波時点
| チャンネル | 放送局名                    | 中継局名         | 出力               | ERP  | 放送対象地域   | 放送区域内世帯数 |
| ---------- | --------------------------- | ---------------- | ------------------ | ---- | -------------- | ---------------- |
| 56ch       | BSS山陰放送                 | - （倉吉中継局） | 映像500W/ 音声125W | 不明 | 島根県・鳥取県 | -                |
| 58ch       | TSK山陰中央テレビジョン放送 | - （倉吉中継局） | 映像500W/ 音声125W | 不明 | 島根県・鳥取県 | -                |

- 1972年に島根県との相互乗り入れに伴い中継局を設置し、2011年のデジタル完全移行まで39年間倉吉市など鳥取県中部向けにアナログ放送を送信していた。
NHK鳥取放送局と日本海テレビジョン放送（NKT）についてはVHFの鉢伏山からの受信で、中継局を置局しなかった。